# Sabine Tippelt

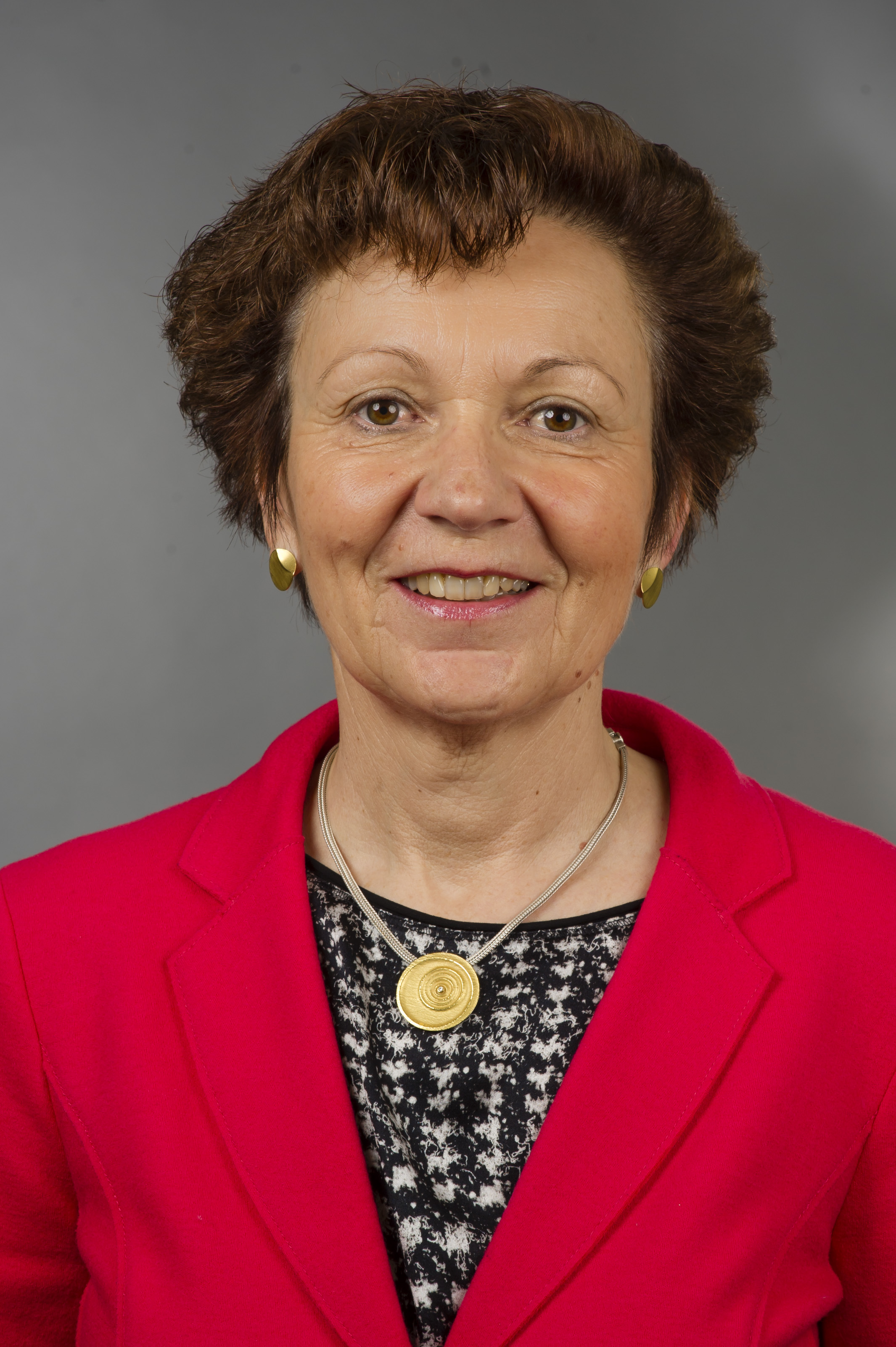
Sabine Tippelt (2018)

Sabine Tippelt (* 13. September 1961 in Grünenplan) ist eine deutsche Politikerin (SPD). Sie ist seit Februar 2008 Abgeordnete des Niedersächsischen Landtags und seit November 2022 dessen Vizepräsidentin.

## Leben
Tippelt machte im Jahr 1978 den Realschulabschluss in Delligsen. In den Jahren 1978 bis 1981 absolvierte sie eine Berufsausbildung zur zahnmedizinischen Fachangestellten. Bis zur Wahl als Landtagsabgeordnete war sie in ihrem Beruf tätig. Im Jahr 1986 trat sie der SPD bei und wurde stellvertretende Vorsitzende des SPD-Kreisverbandes Holzminden. Sie ist seit 1. November 1986 Mitglied des Rates des Fleckens Delligsen, dort ist sie Vorsitzende der SPD-Fraktion. Seit 1. November 2001 gehört sie dem Kreistag im Landkreis Holzminden an, zurzeit ist sie Gruppenvorsitzende der SPD/FDP/Grüne-Gruppe. 
Bei der Landtagswahl am 27. Januar 2008 verlor sie den Landkreis Holzminden (Wahlkreis 20) mit 36,7 Prozent der Erststimmen gegenüber dem CDU-Kandidaten Uwe Schünemann mit 47,6 Prozent, zog aber über die SPD-Landesliste in den niedersächsischen Landtag ein. Im Januar 2013 konnte sie mit 42,6 Prozent der Erststimmen den Landtagswahlkreis Holzminden als Direktkandidatin gewinnen und verwies ihren Rivalen Uwe Schünemann (40,6 Prozent) auf den zweiten Platz. Im Oktober 2017 verteidigte sie mit 47,1 % der Erststimmen den Landtagswahlkreis Holzminden als Direktkandidatin. Bei der Landtagswahl in Niedersachsen 2022 konnte sie das Direktmandat erneut verteidigen. 
Tippelt ist Mitglied des Ausschusses für Wirtschaft, Verkehr, Bauen und Digitalisierung. Vom Februar 2013 bis November 2022 war sie Schriftführerin des Niedersächsischen Landtages, daran anschließend wurde sie einstimmig zur Vizepräsidentin des Landtages gewählt. Durch diese Funktion ist sie Mitglied des Landtagspräsidiums sowie des Ältestenrates.
Ab September 2008 war sie zudem Beirätin der Braunschweigischen Landessparkasse in der Region Holzminden.